# Референдум в Шопроне
Референдум в Шопроне — всеобщее голосование, прошедшее в городе Шопрон (Эденбург) и близлежащих землях 14-16 декабря 1921 года по вопросу государственной принадлежности этих территорий. По итогу плебисцита 65 % населения высказалось за возвращение в состав Венгрии.
Данный референдум стал единственным крупным пересмотром Трианонского договора, принятым Великими державами. Изначально участвовавшие в голосовании территории по Трианонскому договору передавались Австрии и становились частью новой федеральной земли Бургенланд, образованной на территориях, носивших ранее название Западная Венгрия и бывших частью Транслейтании.
В 1922 году Шопрон был наделён Венгерским парламентом титулом «Civitas Fidelissima», что переводится с латыни как «самый верный город».

## Предыстория
В Бургенланде (Западной Венгрии), в том числе и в Шопроне с окрестностями, издавна проживали немцы, венгры и градищанские хорваты. До сих пор неизвестно в точности, кем считали себя местные жители: было ли у народа германское самосознание, и было ли оно совместимо с лояльностью Венгерскому Королевству. Некоторые историки полагают, что сепаратизм рассматривался населением Бургенланда как «вредоносное явление», другие же считают, что в тех землях не было чёткого самосознания из-за политики мадьяризации.
С момента начала мирных конференций и после них было подано множество петиций к местным властям, правительствам и Лиге Наций о статусе данных территорий. Так как формулировки обращений были сходны, вряд ли это было волеизъявлением хотя бы значительной части народа. Поданные австрийскому правительству отчёты, а также некоторые очевидцы свидетельствуют о том, что вне зависимости от этнической или языковой принадлежности городское население Западной Венгрии отвергает присоединение к Австрии, тогда как сельские жители вообще мало интересуются этим вопросом. Тем не менее, в некоторых городах Бургенланда всё же прошли проавстрийские митинги. Австрийский посол в Венгрии Ханс фон Кноблох позже заявил, что проавстрийские настроения в Западной Венгрии не столь сильны, как склонны считать в Австрии, а многие демонстрации кажутся во многом устроенными искусственно. Политик Юлиус Дойч в своих мемуарах писал, что некоторые проавстрийские демонстрации устраивались под давлением австрийских войск в качестве повода «прийти на помощь» жителям Бургенланда. Венгерские элиты ещё надеялись воссоздать «Великую Венгрию», допуская лишь автономию для Бургенланда, подчёркивая самоопределение его жителей как подданных венгерской короны и отрицая недовольство мадьяризацией. 12 ноября 1918 года новообразованная Германская Австрия установила свои границы, не включив в них Западную Венгрию. Австрийский политик-пангерманист Алоиз Хайлингер раскритиковал это решение, указав на то, что многие другие германоязычные земли на пространстве бывшей Австро-Венгрии правительство провозгласило австрийскими, и потребовал провести плебисцит в Западной Венгрии.
В целом, все попытки определить принадлежность Бургенланда основывались в действительности не на желаниях самого населения или этнографических особенностях региона, а на экономических и политических причинах. Впрочем, для пролетариата и крестьян многоязычного востока Центральной Европы этноязыковые различия имели малое значение в Новое время.
Законом от 29 января 1919 года Венгерская Народная Республика пообещала автономию для венгерских немцев в рамках политики по сплочению разваливавшейся страны путём федерализации. Аналогично 21 марта 1919 года Венгерская Советская Республика провозгласила территориальную автономию Западной Венгрии. Видные немецкоговорящие венгерские социал-демократы поддержали последнее решение, считая это возможностью реализовать коллективные права. В то же время в Вене печатались «просьбы помощи из Западной Венгрии», а антикоммунистические и христианско-социальные венгерские эмигранты требовали военного вмешательства против коммунистической власти. Позже главнокомандующий австрийской армии Адольф фон Боог и Юлиус Дойч представили планы интервенции в Западную Венгрию, хотя прежде, в период существования ВСР, последний был против, так как «местные рабочие симпатизировали Венгерской революции», а Венгерская Красная армия успешно вторглась в Чехословакию. Однако эти планы не были реализованы. Лидер австрийских социал-демократов Отто Бауэр, отвечая на обвинения в нерешительности в отношении Венгрии, заявил, что СДПА «против жестокого решения западновенгерского вопроса... В таком случае между Венгрией и Австрией выросла бы стена ненависти на десятилетия вперёд». Христианские социалисты после падения ВСР поддержали Хорти и выступили за проведение плебисцита.
По мере приближения к выработке мирных договоров Западная Венгрия стала предметом дискуссий. Арчибальд Кэри Кулидж предложил передать эти земли Австрии, Чехословакия потребовала создать Бургенландский коридор между ней и Королевством сербов, хорватов и словенцев. Однако ни о каких изменениях относительно Западной Венгрии не было упомянуто в первой версии мирного договора, представленной австрийской делегации 2 июня 1919 года. Австрийская делегация ответила нотой, в которой выражала желание сдвинуть границу на восток, в первую очередь по экономическим причинам, в числе которых была необходимость снабжения Вены пищей из аграрной Западной Венгрии. В сентябре 1919 года Сен-Жерменским договором эти земли были переданы Австрии без обсуждения с Венгрией, без требования плебисцита. В ответ Венгрия заявила, что сдаст регион только при заключении собственного мирного договора. Заявление было вызвано тем, что Австрия имела слабые экономику и армию, тогда как в Западной Венгрии стояли только венгерские войска, поэтому венгерский ревизионизм направился именно на западного соседа. Когда в феврале 1920 года Венгрии были представлены мирные условия, её правительство предложило провести в Западной Венгрии плебисцит. Австрия отклонила это предложение. Напряжение между странами сильно возросло, в том числе из-за предоставления Австрией убежища для лидеров ВСР.
Определение будущего Западной Венгрии считалось пробным применением принципов Вильсона. Также передача региона рассматривалась как наказание Венгрии за создание советской республики, а Отто Бауэр высказывал мнение, что Австрия награждена Бургенландом за сопротивление её рабочего класса наступлению большевизма из Венгрии. Влияли на будущее региона страны-победители: Англия хотела использовать Австрию как базу для экономического взаимодействия с Центральной Европой, а Франция преследовала подобные цели в Венгрии, и обе державы стремились к территориальным уступкам в пользу своих потенциальных партнёров.
После заключения мирных договоров Австрия и Венгрия продолжили искать пути для улучшения собственного положения. Переговоры между странами велись только через итальянское посредничество, Австрия отказывалась от прямого взаимодействия. 20 января 1920 года она подписала с Чехословакией союзнический договор. Это вызвало недовольство Италии, не переставшей, однако, сближаться с Австрией, стремясь опередить в этом Францию. С последней в это время вела секретные переговоры Венгрия. Правительство Мильерана видело в ней партнёра по созданию санитарного кордона против Красной армии. Франко-венгерский договор был подписан 27 июля 1920 года в Гёдёллё, вызвав множество слухов. 4 сентября австрийская Arbeiter-Zeitung сообщила, что Венгрия «получит новые территории за счёт Германской Австрии», а Neues Wiener Tagblatt 28 сентября заявила, что Венгрия обязалась предоставить 150 тыс. солдат в случае конфронтации с Россией в обмен на поддержку Францией требования Венгрии по установлению её окончательной границы. Слухи вызвали в Австрии протесты с антисемитскими выпадами, а также высказывания в пользу противостояния Малой Антанты венгерскому ревизионизму.
В то же время режим Хорти установил контакты с крайне правыми организациями в Австрии и позже в Баварии, а также с Христианско-социальной партией Австрии, в целях свержения коалиционного правительства Реннера и установления ультраправой власти, пошедшей бы на территориальные уступки. Секретные переговоры о военных действиях против австрийского правительства продолжались до мая 1921 года, как и финансовая поддержка националистического Хаймвера. Победа на выборах в австрийский парламент ХСП подпитала надежду в Венгрии на возможность переговоров, однако новое правительство продолжило прежний курс в отношение восточной границы.
Двусторонние переговоры начались в феврале 1921 года. Венгрия попыталась добиться территориальных уступок, ссылаясь на обещания Франции о поддержке, однако это не подействовало на Австрию. В августе Венгрия уменьшила свои требования до окрестностей Шопрона и самого города, а также пятикилометровой полосы на юге Западной Венгрии, но вновь ничего не получила. Антанта настаивала на выводе венгерских войск из будущего Бургенланда, столицей которого должен был стать Шопрон. Однако в Венгрии уже был готов план военной операции по созданию марионеточного государства на западновенгерских землях с помощью нерегулярных военных формирований.
В сентябре-октябре 1921 года произошли столкновения между австрийской жандармерией и венгерской парамилитарной организацией Rongyos Gárda под руководством Пала Пронаи численностью около трёх тысяч человек. В октябре было создано де-факто подконтрольное Венгрии государство Лайтабаншаг («Банат Лайты»). Согласно исследованию, руководители восстания, принадлежавшие к низшему офицерству, не были сторонниками ультраправой идеологии и предпочли бы восстановление монархии, хотя и участвовали в венгерском Белом терроре. Более того, для этих боевиков, преимущественно набранных из Трансильвании и Словакии, Западная Венгрия была лишь символической незанятой terra incognita и не имела к ним никакого прямого отношения, чем, предположительно, объясняется быстрый спад их активности.
В начале ноября 1921 года Хорти приказал повстанцам сдать Австрии все земли, кроме Шопрона. Поскольку в Венгрии пал советский режим, необходимость в её сдерживании отпала, равно как и требование Антанты вывести венгерские войска из Шопрона, а потому поддержка Австрии сократилась, и её войска стояли в обороне. Для предотвращения дальнейшей эскалации Чехословакия и Италия предложили посредничество. 13 октября в Венеции был заключён договор, по которому венгерское правительство обещало оставить Западную Венгрию, а австрийское  провести плебисцит в Шопроне и окрестностях.
Впрочем, результаты референдума фактически были предопределены, а переговоры в Венеции были формальными. По данным немецкого посла, австрийские представители считали плебисцит «комедией». Однако правительство Австрии даже надеялось на выбор в пользу Венгрии, считая такой исход подтверждением права Австрии на остальной Бургенланд.

## Подготовка и проведение

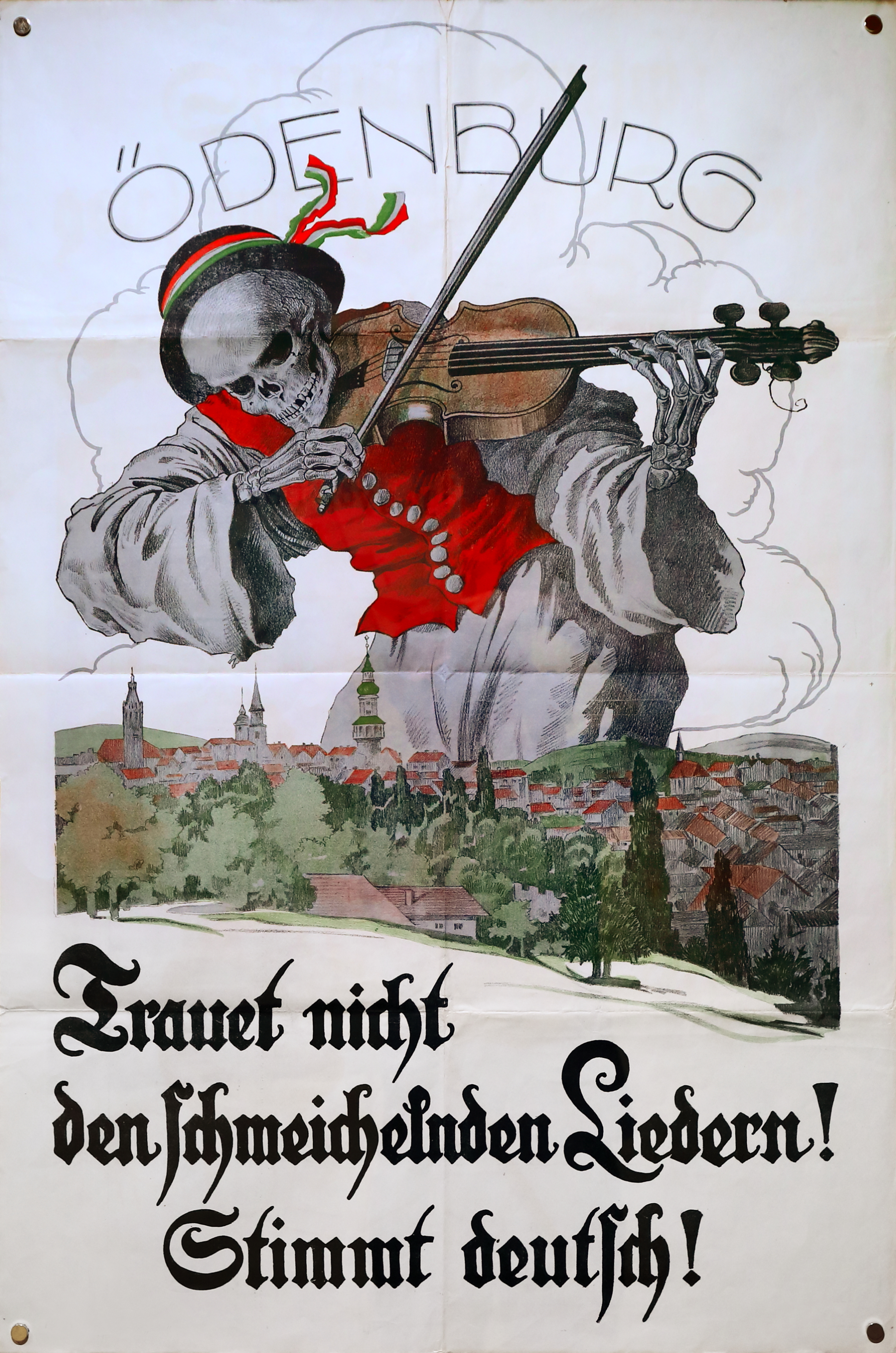
Плакат австрийской пропаганды: «Не верь льстивым песням! Голосуй по-германски!»

В преддверии референдума разыгралась пропагандистская война. Так, возникла проавстрийская полувоенная группировка Ödenburger Heimatdienst (Служение Родине-Эденбургу). Австрийские газеты пугали население мадьяризацией, феодализмом и отсутствием развития в Венгрии, венгерские издания говорили об опасности прихода коммунистов к власти в Австрии. Также венгерские издания наполнялись иронией, спорами, фальсификациями и угрозами, связанными с Австрией.
15 ноября Генеральная комиссия Антанты по наблюдению за плебисцитом опубликовала его правила: голосование должно быть тайным; право голоса имели те, кто родился в голосующих землях или хотя бы проживает в них постоянно, будучи не младше 20 лет к 1 января 1921 года. Каждому избирателю выдавались жёлтый и синий листки с названиями Австрии и Венгрии соответственно. Надписи были на немецком, венгерском и хорватском языках. Чтобы проголосовать, необходимо было порвать листок, обозначавший не то государство, за которое голосовал избиратель, и оба листка положить в конверт, который уже помещался в урну для голосования.
7 декабря в Шопрон с плебисцита в Силезии приехала избирательная комиссия. Обстановка в городе была напряжённая, периодически возникали стычки между сторонниками Австрии и Венгрии. Референдум был назначен на 14 декабря в Шопроне, на 15 — в Бреннберге (Brennbergbánya) и на 16 — в остальных поселениях. Австрия выразила протест в связи с тем, что подготовительного времени не хватило для тщательной проверки избирательного списка, составленного венгерскими властями, однако со стороны Венгрии не последовало никакой реакции, поэтому Австрия отозвала своих наблюдателей.
В Австрии в 1920-х годах плебисцит характеризовался как обманный, при этом в качестве основного аргумента, как правило, приводилась книга Виктора Мильчинского «Das Verbrechen von Ödenburg». В австрийских исследованиях сообщалось, что около двух тысяч беженцев из Бургенланда не смогли принять участие в голосовании, ещё 2800 германоязычных жителей были отстранены от плебисцита, тогда как Венгрия включала неместных студентов, рабочих, солдат и мёртвых людей в электоральные списки. Последняя проблема также подтверждалась правительственной случайной проверкой зарегистрированных избирателей. Правительству приходили жалобы о принуждении со стороны венгерских властей. Споры вызывали листы для голосования: листок за Австрию был бумажным, а листок за Венгрию — картонным, и разница в звуке при разрыве листков могла повлиять на решение избирателя. Исследования 1930-х годов более сдержанны, но всё же содержат упоминания о нарушениях. Впрочем, даже если Мильчинский и австрийское правительство использовали недостоверную информацию, в пользу предположения о вмешательстве высказывался ещё один аргумент: результаты должны были соответствовать этническому составу населения, чего не произошло. Однако даже в шопронской прессе допускалось разделение немцев в выборе.
Венгерские исследователи предлагают другую точку зрения и скептически относятся к австрийским обвинениям, хотя представитель Венгрии в наблюдательной комиссии подтвердил многие из них. В то же время венгерский политик Фридьеш Виллани написал отчёт, в котором описывал сомнительные действия венгерской стороны в ходе плебисцита. В частности, около 300 студентов были набраны из Академии горного и лесного хозяйства в Шопроне, а из Будапешта были присланы 40 агентов полиции для конфискации австрийской пропаганды на вокзале и преследования австрийских активистов. Виллани также подтверждал прибытие избирателей из Венгерского Королевства. По его словам, будущие результаты казались венгерскому правительству не столь однозначными, чтобы не применять все возможные меры. Виллани похвалил венгров за преданность своей стране, при этом не написал ничего о прямых вмешательствах в избирательный процесс.
Поскольку Австрия отозвала своих наблюдателей перед референдумом, о нём не осталось официальных австрийских отчётов, а потому проверить влияние нарушений на результаты почти невозможно.

## Результаты
| Поселение                           | Численность электората | Голосов | Недейств. | За Австрию | %    | За Венгрию | %    |
| ----------------------------------- | ---------------------- | ------- | --------- | ---------- | ---- | ---------- | ---- |
| Шопрон и Brennbergbánya (Brennberg) | 18,994                 | 17,298  | 351       | 4,620      | 27.2 | 12,327     | 72.8 |
| Ágfalva (Agendorf)                  | 1,148                  | 848     | 18        | 682        | 82.2 | 148        | 17.8 |
| Harka (Harkau)                      | 668                    | 581     | 9         | 517        | 90.4 | 55         | 9.6  |
| Fertőboz (Holling)                  | 349                    | 342     | 11        | 74         | 22.3 | 257        | 77.7 |
| Kópháza (Kohlbenhof)                | 948                    | 813     | 30        | 243        | 30.0 | 550        | 70.0 |
| Fertőrákos (Kroisbach)              | 1,525                  | 1,370   | 33        | 812        | 60.7 | 525        | 39.3 |
| Sopronbánfalva (Wandorf)            | 1,538                  | 1,177   | 35        | 925        | 81.0 | 217        | 19.0 |
| Balf (Wolfs)                        | 668                    | 595     | 17        | 349        | 60.4 | 229        | 39.6 |
| Nagycenk (Großzinkendorf)           | 1,041                  | 1,039   | 8         | 5          | 0.5  | 1,026      | 99.5 |
| Всего                               | 26,879                 | 24,063  | 512       | 8,227      | 34.9 | 15,334     | 65.1 |

В Шопроне почти половину населения составляли немцы, однако лишь 27 % голосов было отдано за вхождение в Австрию. После оглашения итогов референдума народ высыпал на улицы города для празднования возвращения в Венгрию, хотя публичные собрания были запрещены. В январе 1922 года войска Антанты покинули Шопрон.
В то же время Австрия сочла результаты референдума искажёнными и обвинила Венгрию в подтасовке и дискриминации немцев. Итальянские офицеры, охранявшие порядок на время референдума, считали его скорее способом подтверждения права Венгрии на владение этими землями, не веря в честность выборов. Тем не менее, договор о границе, изменённой согласно итогам референдума, был ратифицирован обеими сторонами, и она более не менялась.

## Определение границы
Согласно мирным договорам, определение границы между Австрией и Венгрией возлагалось на комиссию из представителей этих же стран, а также Великобритании, Италии и Японии; конечное решение принималось Лигой Наций. Первое заседание комиссии прошло в Граце 28 июля 1921 года.
Венгерские представители попытались сдвинуть границу на запад, но добились лишь малых изменений. Предварительно границу поделили на три участка, были созданы местные подкомиссии. Усилившаяся контрабанда приводила к стычкам, что мешало процессу. Для его ускорения предлагалось опросить население по темам религиозной принадлежности, торговли и перемещения, но взаимные обвинения Австрии и Венгрии в искажении результатов привели к отмене исследования.

## Память
В 2021 году, в честь 100-летия референдума, Венгерский национальный банк выпустил две памятные монеты номиналом в 3000 и 15000 форинтов, на аверсе которых изображён градоначальник Шопрона во время плебисцита Михай Турнер и пожарная башня — символ города, а на реверсе — группа голосующих граждан.
В 2001 году Венгерское правительство утвердило 14 декабря Днём верности в Шопроне.